# Henri Simon Thomassin
Pour les articles homonymes, voir Thomassin.
Henri Simon Thomassin (1687-1741) est un graveur français.

## Biographie
Fils du graveur Simon Thomassin et petit-neveu du graveur Philippe Thomassin, il naquit à Paris où son père était venu s'installer. Il fut élève de son père, puis de Bernard Picart qu'il accompagna en Hollande, quand celui-ci y alla fonder un atelier et un commerce d'estampes en 1710. 
Revenu à Paris deux ans plus tard, il collabora au Recueil de Pierre Crozat. Thomassin grava les maîtres italiens, les artistes du XVIIe siècle (parmi lesquels Le Brun, Mignard, Jouvenet), et interpréta les peintres de son époque, dont Watteau, La Fosse, Boullongne, Antoine Coypel, Lancret, Troy, etc. 
Il fut reçu membre de l'Académie royale de peinture et de sculpture en 1728. 

## Œuvres partielles
- Apollon distribue des récompenses aux sciences et aux arts, estampe d’après Pierre Mignard, 1er quart du XVIIIe siècle, Cherbourg, musée Thomas-Henry ;
- Coriolan supplié par Véturie, estampe d’après Charles de La Fosse, 1er quart du XVIIIe siècle, Châlons-en-Champagne, musée des beaux-arts et d’archéologie ;
- Figures de modes, estampe d’après Antoine Watteau, 1er quart du XVIIIe siècle, Rennes, musée des beaux-arts ;
- Louis XV, estampe d’après Charles Parrocel, 2e quart du XVIIIe siècle, Autun, musée Rolin ;
- Portrait d’André Hercule, cardinal de Fleury, estampe d’après Hyacinthe Rigaud, 2e quart du XVIIIe siècle, Châlons-en-Champagne, musée des beaux-arts et d’archéologie.